# Genearca
Genearca (em latim: genearcha; em grego clássico: γενεάρχης; romaniz.: geneárches) é o  primeiro fundador ou progenitor de uma família, de uma linhagem ou de uma espécie.